# Europese Conferentie van Ministers van Transport

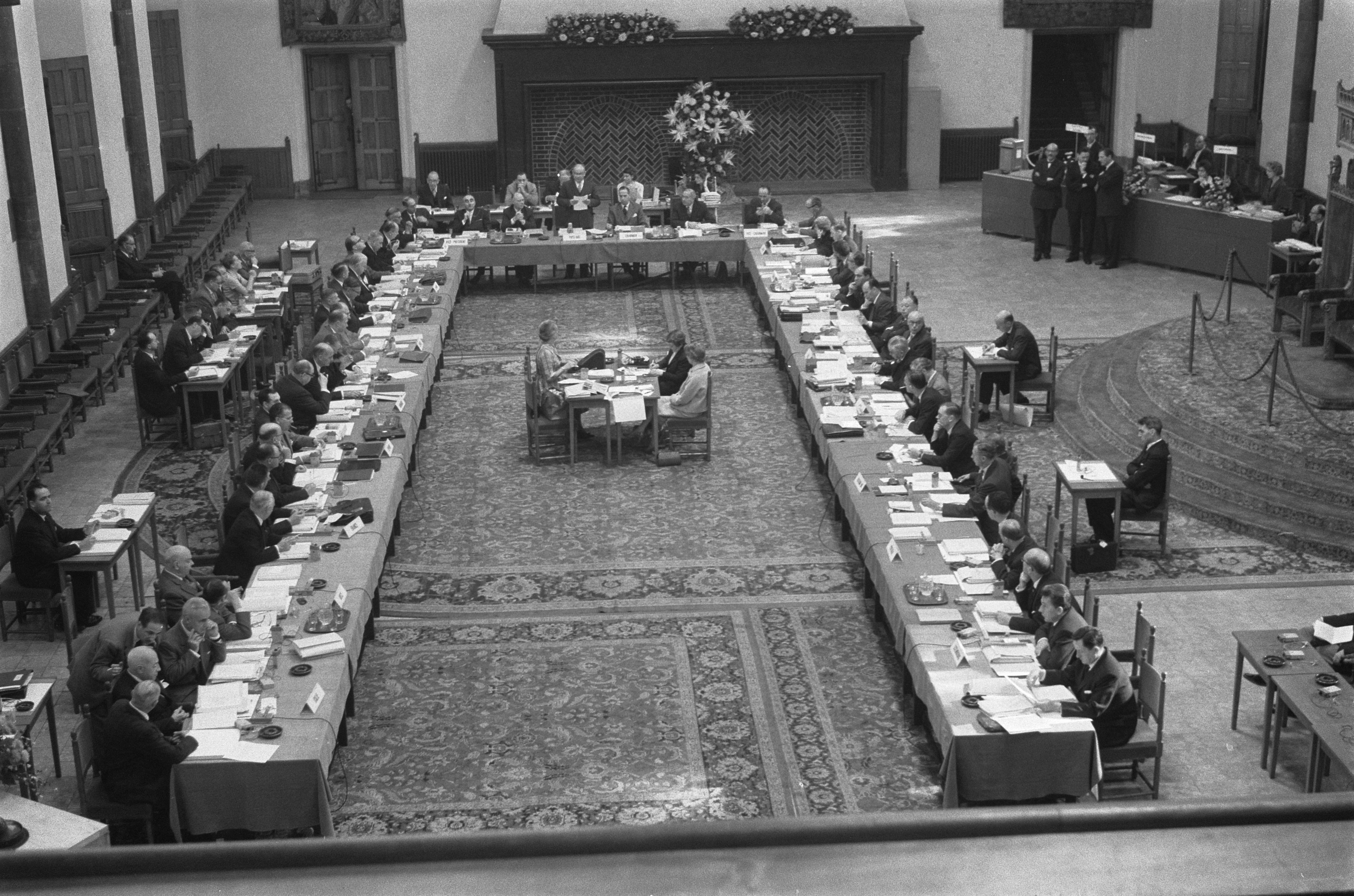
CEMT-conferentie in de Ridderzaal in Den Haag (1960)

De Europese Conferentie van Ministers van Transport (officiële Franse naam: Conférence Européenne des Ministres de Transport (CEMT); officiële Engelse naam: European Conference of Ministers of Transport (ECMT) is in 1953 door een aantal Europese landen opgericht om het beleid m.b.t. internationaal transport te coördineren. 
Op 1 januari 1974 heeft de ECMT een contingent van multilaterale vervoervergunningen ingesteld voor goederenvervoer over de weg. Buiten het communautair vervoer binnen de 30 landen van de Europese Economische Ruimte is daarmee ook wegvervoer vergund tussen alle Europese landen, 44 in totaal, met inbegrip van Malta en Turkije maar zonder IJsland en Cyprus. Als deel van Servië is ook Kosovo er nog bij maar de facto niet. Ook derdelandenvervoer is met een ECMT-vergunning mogelijk, bijvoorbeeld een Russisch bedrijf dat een vracht vervoert van Estland naar Spanje, en eventueel terug. Cabotage is evenwel niet toegestaan; dat betekent bijvoorbeeld dat de Russische vervoerder op de terugweg geen binnenlands vervoer in Polen mag doen. Ook voor bedrijven binnen de Europese Unie wordt zulke cabotage nog erg beperkt. 
In het jaar 2006 heeft de ECMT zich omgevormd tot International Transport Forum en is nu een onderdeel van de OESO. Het ITF - voorheen het ECMT -  heeft haar zetel in Parijs. Van 1983 tot 1991 was Jan Terlouw secretaris-generaal van de ECMT.